# Hvězda (Hřibojedy)
Hvězda (německy Stern) je malá vesnice, část obce Hřibojedy v okrese Trutnov. Nachází se asi 1,5 km na jihozápad od Hřibojed. V roce 2009 zde bylo evidováno 21 adres. V roce 2001 zde trvale žilo 37 obyvatel.
Hvězda je také název katastrálního území o rozloze 1,62 km2.